# رصيف نمرة 5 (فلم)
رصيف نمرة 5 هو فيلم مصري عرض عام 1956، بطولة فريد شوقي وهدى سلطان، ومن إخراج نيازي مصطفى.

## قصة الفيلم
في ميناء الأسكندرية تقوم عصابة بتهريب الهيروين، ويحاول الشاويش خميس ضبط رجال العصابة التي يتزعمها رجل من أبناء المنطقة يدعي التقوى، ويتردد على بيت خميس ويمنح ابنه الهدايا، فيتسلل ليلاً إلى مخدع خميس لقتله فإذا به يقتل زوجة خميس فتشاهده الوصيفة وهو يهرب ويتمكن خميس من أخذ اعتراف ناقص من أحد اتباع رئيس العصابة بلا جدوى، يقع بعدها خميس في حب مطربة بعد وفاة زوجته ويأويها في منزله، ويعرف القاتل الذي يستخدم الحمام في تهريب الهروين ويطارده في الميناء بعد أن تم طرده من الخدمة عقب سرقة سلاحه ويكتشف أنه الرجل الصالح، ليعود بعدها خميس إلى وظيفته ويتزوج المطربة.

## طاقم التمثيل
- فريد شوقي: (الشاويش خميس)
- هدى سلطان: (نزهة)
- زكي رستم: (المعلم بيومي)
- محمود المليجي: (المعلم عرفان)
- فاخر فاخر: (من كبار العصابة)
- نعيمة وصفي: (بهانة - الخرساء)
- ملك الجمل: (آسمه - زوجة الشاويش خميس)
- سليمان الجندي: (عليوة - ابن الشاويش خميس)
- ناهد عبد العزبز: (بطة - بنت الشاويش خميس)
- أنور زكي: (فرغلى - شقيق آسمه)
- عبد الغني النجدي: (الزفر - بائع الجمبرى)
- حسن حامد: (حسب الله - من أفراد العصابة)
- محمد شوقي: (شوقي - من أفراد العصابة)
- الطوخي توفيق: (من رواد الخمارة)
- زينات علوي: (راقصة الخمارة)
- فؤاد جعفر: (ضابط المباحث)
- محمد رضا: (رئيس المباحث)
- كامل أنور: (الأشوح - خاطف الطفل عليوة)
- محمد سليمان: (الشحاذ)
- شلاضيمو: (من رواد الخمارة)
- أحمد بالي: (ناظر المدرسة)
- إبراهيم حشمت: (مفتش المباحث)
- محمد نبيه: (من رواد الخمارة)
- محمد الحلو: (فرد العصابة المقتول)
- محمد حمدي: (ضابط في خفر السواحل)
- علي عرابي: (من رواد الخمارة)
- سيد العربي: (من أفراد العصابة)
- مختار السيد: (ضابط)
- علي المعاون: (من رواد الخمارة)
- مطاوع عويس: (من رواد الخمارة)
- سيد درويش الطنطاوي: (مطرب)
- الشيخ محمد الفيومي: (منشد)

## فريق العمل
- إخراج: نيازي مصطفى
- مخرج مساعد: شريف حمودة
- قصة: فريد شوقي
- سيناريو: نيازي مصطفى، السيد بدير، برتي بدار
- حوار: السيد بدير
- إنتاج: أفلام العهد الجديد
- توزيع: دولار فيلم
- مدير الإنتاج: رمسيس نجيب
- مدير التصوير: ألفيزي أورفانللي
- مهندس صوت: نصري عبد النور
- موسيقى تصويرية: فؤاد الظاهري
- مونتاج: جلال مصطفى
- تم التصوير في ستديو مصر ومقر خفر السواحل والإسكندرية
- تم الطبع والتحميض في معامل ستوديو مصر

## أغاني الفيلم
- «من بحري وبنحبوه» تأليف: فتحي قورة، ألحان: عبد العزيز محمود[3]
- «من دمع عيني» تأليف: فتحي قورة، ألحان: سيد درويش الطنطاوي
- «الموال» تأليف وألحان: سيد درويش الطنطاوي
- «تسلم لقلبي» تأليف: مأمون الشناوي، ألحان: محمد فوزي